# Onorificenze dell'Impero ottomano
Elenco delle onorificenze e degli ordini di merito e cavallereschi distribuiti dall'Impero ottomano.
Con la caduta del regime monarchico la concessione di medaglie ed onorificenze appartenenti al periodo regio è cessata.

## Impero Ottomano

### Ordini cavallereschi
| Nastro | Onorificenza                                                               |
| ------ | -------------------------------------------------------------------------- |
|        | Ordine del Crescente                                                       |
|        | Tugh                                                                       |
|        | Chelengk                                                                   |
|        | Ordine della Distinzione (Nişan-i Imtiyaz)                                 |
|        | Ordine dell'Alto Onore (Nishani Ali Imtiyaz)                               |
|        | Ordine della Gloria (Nişan-i İftihar ottomano)                             |
|        | Ordine dell'Eccelso Ritratto (Tasvir-i Humayun Nishani)                    |
|        | Şefkat Nişanı                                                              |
|        | Mecidî Nişanı                                                              |
|        | Osmanî Nişanı                                                              |
|        | Ordine della Casa di Osman (Hanedan-i-Ali-Osman Nishani)                   |
|        | Ordine di Ertuğrul (mai conferito)                                         |
|        | Ordine dell'Eccellenza (mai conferito)                                     |
|        | Ordine dell'Educazione (Ma'araf Nishani)                                   |
|        | Ordine del Parlamento ottomano (Majlisi Mabusan Azalarina Mahsus Nishan)   |
|        | Ordine al merito per l'agricoltura (Ziraat Liyakat Nishani, mai conferito) |
|        | Nīshān al-Iftikār                                                          |

### Medaglie militari e di benemerenza
| Nastro | Onorificenza                                                |
| ------ | ----------------------------------------------------------- |
|        | Medaglia del salvataggio                                    |
|        | Medaglia di Imtiaz                                          |
|        | Medaglia delle belle arti (Sanay-i Nefise Madalyası) - 1889 |
|        | Medaglia di Liyakat (1890)                                  |
|        | Medaglia per l'aiuto ai feriti (1900)                       |
|        | Medaglia per la ferrovia dell'Hajj (1901)                   |
|        | Medaglia della mezzaluna rossa (1912)                       |
|        | Stella di Gallipoli (Medaglia di guerra turca del 1915)     |
|        | Medaglia al servizio meritevole                             |

### Medaglie commemorative e di campagne
| Nastro | Onorificenza                                                                                   |
| ------ | ---------------------------------------------------------------------------------------------- |
|        | Medaglia d'Egitto (1801)                                                                       |
|        | Medaglia di Scutari (1831)                                                                     |
|        | Medaglia della missione militare russa (1833) - anche Medaglia del Trattato di Unkiar-Skelessi |
|        | Medaglia di Acri (1840) - anche Medaglia della seconda guerra siriana                          |
|        | Medaglia del Kurdistan (1846)                                                                  |
|        | Medaglia dello Yemen (1846)                                                                    |
|        | Medaglia della Bosnia (1850)                                                                   |
|        | Medaglia del Danubio (1853)                                                                    |
|        | Medaglia di Silistria (1854)                                                                   |
|        | Medaglia turca di Crimea (1854)                                                                |
|        | Medaglia di Sebastopoli (1854)                                                                 |
|        | Medaglia della difesa di Kars (1855)                                                           |
|        | Medaglia del Montenegro (1863)                                                                 |
|        | Medaglia di Creta (1869)                                                                       |
|        | Medaglia della guerra russo-turca del 1877-1878 (1878)                                         |
|        | Medaglia di Plevna (1877)                                                                      |
|        | Medaglia di Creta (1890)                                                                       |
|        | Medaglia dello Yemen (1892)                                                                    |
|        | Medaglia della guerra greco-turca del 1897 (1897)                                              |
|        | Medaglia dello Yemen (1905)                                                                    |
|        | Medaglia dell'incrociatore Hamidiye (1913)                                                     |